# Ingrid Schmidt
Ingrid Schmidt (Alemania, 3 de marzo de 1945) es una nadadora alemana retirada especializada en pruebas de estilo libre y estilo espalda, donde consiguió ser medallista de bronce olímpica en 1960 en los 4 x 100 metros estilos.

## Carrera deportiva
En los Juegos Olímpicos de Roma 1960 ganó la medalla de bronce en los relevos de 4 x 100 metros estilos, con un tiempo 4:47.6 segundos, tras Estados Unidos (oro) y Australia (plata); sus compañeras de equipo fueron las nadadoras: Ursula Küper, Bärbel Fuhrmann y Ursel Brunner.